# Wuhe
Wuhe (chiń. upr. 五河县; chiń. trad. 五河縣; pinyin Wǔhé Xiàn) – powiat we wschodniej części prefektury miejskiej Bengbu w prowincji Anhui w Chińskiej Republice Ludowej. Liczba mieszkańców powiatu, w 1999 roku, wynosiła 681 294.